# Meine Freunde Tigger und Puuh: Die Superduper-Superschnüffler
Meine Freunde Tigger und Puuh: Die Superduper-Superschnüffler (Originaltitel Super Duper Super Sleuths) ist ein US-amerikanischer Film aus dem Jahr 2010 unter der Regie von David Hartman und Don MacKinnon. Der Film basiert auf der Playhouse-Disneyserie. Es ist der dritte und letzte Teil der Reihe Meine Freunde Tigger und Puuh. Teil 1 ist Das entlaufene Rentier von 2007 und Teil 2 Tigger & Puuh und auch ein Musical von 2009. Der Film startet zeitlos wie die anderen Abenteuer mit Winnie Puuh, entwickelt dann aber mit mitreißenden Animationen eine kreative Handlung und eine Botschaft über Freundschaft und Teamarbeit.

## Handlung
Super Duper Super Sleuths nimmt die Zuschauer auf eine zauberhafte Reise in den Hundert-Morgen-Wald mit, wo Winnie Puuh, Tigger, Ferkel, Rabbit und der Rest der Gang leben. Seit einem Einschlag eines Weltraumfelsens wächst das Gemüse in Rabbits Garten rasant. Nach dem Genuss dieses Gemüses entdeckten die Freunde nach und nach individuell unterschiedliche Superkräfte. Als eines Tages alle Honigvorräte spurlos verschwinden, beschließen die Freunde, selbst zu Detektiven zu werden, um das Rätsel zu lösen. Unter der Führung von Winnie Puuh, der unerwartet überzeugende detektivische Fähigkeiten zeigt, gründen sie das Team der „Super Duper Super Sleuths“ und zogen mit ihren Superkräften los, den Honig wiederzufinden.
Die Handlung entwickelt sich zu einer unterhaltsamen Mischung aus humorvollen Missverständnissen, cleveren Ermittlungen und warmherzigen Momenten der Zusammenarbeit. Während die Charaktere verschiedene Spuren verfolgen, enthüllt sich eine Geschichte, die von Freundschaft, Entschlossenheit und der Überwindung von Hindernissen handelt. Der Film betont, dass wahre Stärke in der Einheit liegt und dass selbst scheinbar unmögliche Probleme gelöst werden können, wenn man zusammenarbeitet.

## Animation und Stil
Die Animationen von Super Duper Super Sleuths fangen die Essenz der Originalgeschichten von A. A. Milne ein, während gleichzeitig frische visuelle Elemente eingeführt werden. Die Charaktere behalten ihren ikonischen Stil, werden jedoch mit neuen Details und lebendigen Farben neu zum Leben erweckt. Der Hundert-Morgen-Wald wird als märchenhafte Umgebung präsentiert, die sowohl vertraut als auch neu wirkt.

## Veröffentlichung
Der Film wurde im Jahr 2010 veröffentlicht und erhielt positive Resonanz von Kritikern und Zuschauern gleichermaßen. Die gelungene Verbindung der beliebten Charaktere mit einer frischen Handlung wurde gelobt. Die Animationen, der Humor und die berührende Botschaft trugen dazu bei, den Film sowohl bei langjährigen Fans von Winnie Puuh als auch bei neuen Zuschauern beliebt zu machen.

## Rezeption
Jen Johans rezensierte den Film bereits kurz nachdem er erschienen ist: Der Film behandelt auf unterhaltsame Weise verschiedene Themen wie die Kraft der Teamarbeit und hebt gleichzeitig die Wichtigkeit von Problemlösung, Ehrlichkeit und den Glauben an die eigenen Fähigkeiten hervor. Der Handlungsverlauf erstreckt sich über die gesamte Länge des Films und vermittelt nicht nur eine wertvolle Moral, sondern auch eine gehörige Portion Spaß, Freundschaft und positive Werte. Die beeindruckende Animation, die bereits im Micky Maus Wunderhaus begeisterte, wird auch hier fortgesetzt, und das Ergebnis spricht besonders Kinder im Vorschul- und Kindergartenalter an. Trotzdem erreicht der Film nicht ganz das Niveau der Tiefe und des intellektuellen Feinsinns der ursprünglichen Serie aus dem Hundert-Morgen-Wald. Dennoch erfüllt er das Versprechen eines „guten Detektivabenteuers“.